# Иясу V
Иясу V (амх. እያሱ 5ኛ, 4 февраля 1895 или 1896 — 25 ноября 1935; имя соответствует имени Иисуса Навина) — эфиопский император в 1913—1916 годах, внук и преемник Менелика II, сын его второй дочери Шевы Регги и раса Микаэля, царя области Уолло, бывшего мусульманина, крещённого после покорения его страны Менеликом.

## Биография

### Восхождение на престол
В последние годы правления Менелика II внутриполитическая обстановка в стране заметно обострилась. Ухудшавшееся с 1906 года здоровье монарха ставило на повестку дня вопрос о его возможном преемнике.
В июне 1908 года император впервые с определенностью высказался о своем желании видеть во главе государства своего внука и после нескольких инсультов, перенесённых старым императором, Иясу приступил к фактическому управлению государством (при помощи советников) в 1911 году. Занимал престол в возрасте 18—21 года. Не успел быть коронован, поэтому часто упоминается под именем, которое носил до смерти Менелика II — Лидж Иясу (амх. ልጅ ኢያሱ; «лидж» значит «ребёнок царственной крови», «принц»).

### Политика
Встав у кормила государственной власти в сложный политический период, когда накануне Первой мировой войны в Эфиопии усилилось вмешательство западноевропейских держав, 17-летний император избрал политический курс, во многом отличный от политики своего предшественника Менелика II. Характерными чертами этого курса были установление военно-политических связей с мусульманами вне и внутри Эфиопии, отход от традиционного союза со странами Антанты и ориентация на страны Тройственного союза, стремление подорвать политическую гегемонию шоанских феодалов. Проведение подобной политики неизбежно должно было привести императора к конфликту с мощными противниками, справедливо усматривавшими в его действиях угрозу собственным интересам.
Царствование Иясу V ознаменовалось рядом импульсивных шагов, из-за которых он поссорился со всей старой аристократией; ряд историков считает его продолжателем прогрессивных реформ своего деда. Поддерживал активные связи с европейскими представителями, которые были заинтересованы в его поддержке ввиду начавшейся в 1914 году Первой мировой войны (по некоторым данным, проявлял прогерманские симпатии). Частые отлучки юного императора из столицы позволили военному министру Хабтэ Гийоргису составить заговор против него.

### Свержение с престола
По мере активизации политики Лиджа Иясу в стране нарастала оппозиция его режиму. Огромную роль в разжигании антиимператорских настроений сыграла английская пропаганда среди христианского населения, которая умело фальсифицировала многочисленные заявления Лиджа Иясу о своей якобы приверженности исламу. Объективно интересы шоанской верхушки, эфиопского духовенства и Антанты совпадали, и не случайно между ними были установлены контакты с целью свержения Лиджа Иясу. После первой неудачной попытки государственного переворота 30 августа 1916 года последовала более удачная — 27 сентября того же года, когда, воспользовавшись отсутствием императора, шоанская оппозиция ввела в Аддис-Абебу верные войска и объявила о низложении Лиджа Иясу. Стремясь продемонстрировать желание вернуться к прежнему политическому курсу, антиимператорская группа провозгласила императрицей страны дочь Менелика Заудиту, а регентом и престолонаследником — лидера шоанской оппозиции Тэфэри Мэконнына.
Император Иясу V был смещён и отлучён от церкви во время поездки в Харэр. Предлогом для переворота стало его намерение вступить в союз с племенами Сомали и, по слухам, также принять ислам. В ходе короткой гражданской войны дважды разбитый опытными генералами Менелика, бежал в Афарскую пустыню, где скрывался несколько лет, но был схвачен в 1921 году и заключён под стражу. Его преемницей стала его тётка, дочь Менелика Заудиту, а фактическим правителем страны — один из основных деятелей заговора рас Тэфэри Мэконнын, который был провозглашён после смерти Заудиту в 1930 году императором Хайле Селассие I. Имя Лиджа Иясу, как одиозного вероотступника, попало под цензурный запрет. В 1931 году ему удалось ненадолго бежать из заключения. В 1935 году, во время вторжения Италии (поддерживавшей его права на престол) в Эфиопию, бывший император умер, возможно, был убит по приказу Хайле Селассие. Место его захоронения неизвестно.

### Наследники
У Иясу была одна законная дочь и несколько побочных детей от наложниц. Ряд детей и внуков Иясу впоследствии в эмиграции претендовали на престол.